# 奥斯卡·卡萨诺瓦斯
奥斯卡·卡萨诺瓦斯（西班牙語：Oscar Casanovas，1914年5月15日—1987年），生于阿韦利亚内达，阿根廷男子拳击运动员。他曾代表阿根廷参加1936年夏季奥林匹克运动会拳击比赛，获得男子126磅级金牌。